# Список астероїдів (19001—19100)
| Назва                              | Тимчасове позначення | Дата відкриття   | Місце відкриття                     | Відкривач                                              |
| ---------------------------------- | -------------------- | ---------------- | ----------------------------------- | ------------------------------------------------------ |
| (19001) 2000 RV60                  | 2000 RV60            | 6 вересня 2000   | Сокорро (Нью-Мексико)               | LINEAR                                                 |
| 19002 Тункесюе (Tongkexue)         | 2000 RD61            | 1 вересня 2000   | Сокорро (Нью-Мексико)               | LINEAR                                                 |
| 19003 Ерінфрай (Erinfrey)          | 2000 RL61            | 1 вересня 2000   | Сокорро (Нью-Мексико)               | LINEAR                                                 |
| 19004 Чіраят (Chirayath)           | 2000 RU62            | 2 вересня 2000   | Сокорро (Нью-Мексико)               | LINEAR                                                 |
| 19005 Текман (Teckman)             | 2000 RY64            | 1 вересня 2000   | Сокорро (Нью-Мексико)               | LINEAR                                                 |
| (19006) 2000 RY65                  | 2000 RY65            | 1 вересня 2000   | Сокорро (Нью-Мексико)               | LINEAR                                                 |
| 19007 Нірайнетан (Nirajnathan)     | 2000 RD68            | 2 вересня 2000   | Сокорро (Нью-Мексико)               | LINEAR                                                 |
| 19008 Крістібатлер (Kristibutler)  | 2000 RV70            | 2 вересня 2000   | Сокорро (Нью-Мексико)               | LINEAR                                                 |
| 19009 Ґаленмалі (Galenmaly)        | 2000 RF72            | 2 вересня 2000   | Сокорро (Нью-Мексико)               | LINEAR                                                 |
| (19010) 2000 RT72                  | 2000 RT72            | 2 вересня 2000   | Сокорро (Нью-Мексико)               | LINEAR                                                 |
| (19011) 2000 RU75                  | 2000 RU75            | 3 вересня 2000   | Сокорро (Нью-Мексико)               | LINEAR                                                 |
| (19012) 2000 RZ75                  | 2000 RZ75            | 3 вересня 2000   | Сокорро (Нью-Мексико)               | LINEAR                                                 |
| (19013) 2000 RN76                  | 2000 RN76            | 4 вересня 2000   | Сокорро (Нью-Мексико)               | LINEAR                                                 |
| (19014) 2000 RW77                  | 2000 RW77            | 9 вересня 2000   | Вішнянська обсерваторія             | Корадо Корлевіч                                        |
| (19015) 2000 RX77                  | 2000 RX77            | 9 вересня 2000   | Вішнянська обсерваторія             | Корадо Корлевіч                                        |
| (19016) 2000 RY78                  | 2000 RY78            | 11 вересня 2000  | Обсерваторія Чрні Врх               | Обсерваторія Чрні Врх                                  |
| 19017 Сьюзенледерер (Susanlederer) | 2000 RH93            | 4 вересня 2000   | Станція Андерсон-Меса               | LONEOS                                                 |
| (19018) 2000 RL100                 | 2000 RL100           | 5 вересня 2000   | Станція Андерсон-Меса               | LONEOS                                                 |
| 19019 Санфлауер (Sunflower)        | 2000 SB              | 17 вересня 2000  | Олате                               | Л. Робінсон                                            |
| (19020) 2000 SC6                   | 2000 SC6             | 20 вересня 2000  | Сокорро (Нью-Мексико)               | LINEAR                                                 |
| (19021) 2000 SC8                   | 2000 SC8             | 20 вересня 2000  | Сокорро (Нью-Мексико)               | LINEAR                                                 |
| 19022 Пенцел (Penzel)              | 2000 SR44            | 26 вересня 2000  | Дребах                              | Ґерард Легман                                          |
| 19023 Варела (Varela)              | 2000 SH111           | 24 вересня 2000  | Сокорро (Нью-Мексико)               | LINEAR                                                 |
| (19024) 2000 SS112                 | 2000 SS112           | 24 вересня 2000  | Сокорро (Нью-Мексико)               | LINEAR                                                 |
| 19025 Артурпетрон (Arthurpetron)   | 2000 SC117           | 24 вересня 2000  | Сокорро (Нью-Мексико)               | LINEAR                                                 |
| (19026) 2000 SR145                 | 2000 SR145           | 24 вересня 2000  | Сокорро (Нью-Мексико)               | LINEAR                                                 |
| (19027) 2000 SZ149                 | 2000 SZ149           | 24 вересня 2000  | Сокорро (Нью-Мексико)               | LINEAR                                                 |
| (19028) 2000 SC165                 | 2000 SC165           | 23 вересня 2000  | Сокорро (Нью-Мексико)               | LINEAR                                                 |
| 19029 Бріде (Briede)               | 2000 SR205           | 24 вересня 2000  | Сокорро (Нью-Мексико)               | LINEAR                                                 |
| (19030) 2000 SJ276                 | 2000 SJ276           | 30 вересня 2000  | Сокорро (Нью-Мексико)               | LINEAR                                                 |
| (19031) 2000 SU295                 | 2000 SU295           | 27 вересня 2000  | Сокорро (Нью-Мексико)               | LINEAR                                                 |
| (19032) 2053 P-L                   | 2053 P-L             | 24 вересня 1960  | Паломарська обсерваторія            | К. Й. ван Гаутен, І. ван Гаутен-Ґроневельд, Т. Герельс |
| (19033) 2157 P-L                   | 2157 P-L             | 24 вересня 1960  | Паломарська обсерваторія            | К. Й. ван Гаутен, І. ван Гаутен-Ґроневельд, Т. Герельс |
| 19034 Санторіні (Santorini)        | 2554 P-L             | 24 вересня 1960  | Паломарська обсерваторія            | К. Й. ван Гаутен, І. ван Гаутен-Ґроневельд, Т. Герельс |
| (19035) 4634 P-L                   | 4634 P-L             | 24 вересня 1960  | Паломарська обсерваторія            | К. Й. ван Гаутен, І. ван Гаутен-Ґроневельд, Т. Герельс |
| (19036) 4642 P-L                   | 4642 P-L             | 24 вересня 1960  | Паломарська обсерваторія            | К. Й. ван Гаутен, І. ван Гаутен-Ґроневельд, Т. Герельс |
| (19037) 4663 P-L                   | 4663 P-L             | 24 вересня 1960  | Паломарська обсерваторія            | К. Й. ван Гаутен, І. ван Гаутен-Ґроневельд, Т. Герельс |
| (19038) 4764 P-L                   | 4764 P-L             | 24 вересня 1960  | Паломарська обсерваторія            | К. Й. ван Гаутен, І. ван Гаутен-Ґроневельд, Т. Герельс |
| (19039) 4844 P-L                   | 4844 P-L             | 24 вересня 1960  | Паломарська обсерваторія            | К. Й. ван Гаутен, І. ван Гаутен-Ґроневельд, Т. Герельс |
| (19040) 4875 P-L                   | 4875 P-L             | 26 вересня 1960  | Паломарська обсерваторія            | К. Й. ван Гаутен, І. ван Гаутен-Ґроневельд, Т. Герельс |
| (19041) 6055 P-L                   | 6055 P-L             | 24 вересня 1960  | Паломарська обсерваторія            | К. Й. ван Гаутен, І. ван Гаутен-Ґроневельд, Т. Герельс |
| (19042) 6104 P-L                   | 6104 P-L             | 24 вересня 1960  | Паломарська обсерваторія            | К. Й. ван Гаутен, І. ван Гаутен-Ґроневельд, Т. Герельс |
| (19043) 6214 P-L                   | 6214 P-L             | 24 вересня 1960  | Паломарська обсерваторія            | К. Й. ван Гаутен, І. ван Гаутен-Ґроневельд, Т. Герельс |
| (19044) 6516 P-L                   | 6516 P-L             | 24 вересня 1960  | Паломарська обсерваторія            | К. Й. ван Гаутен, І. ван Гаутен-Ґроневельд, Т. Герельс |
| (19045) 6593 P-L                   | 6593 P-L             | 24 вересня 1960  | Паломарська обсерваторія            | К. Й. ван Гаутен, І. ван Гаутен-Ґроневельд, Т. Герельс |
| (19046) 7607 P-L                   | 7607 P-L             | 17 жовтня 1960   | Паломарська обсерваторія            | К. Й. ван Гаутен, І. ван Гаутен-Ґроневельд, Т. Герельс |
| (19047) 9516 P-L                   | 9516 P-L             | 22 жовтня 1960   | Паломарська обсерваторія            | К. Й. ван Гаутен, І. ван Гаутен-Ґроневельд, Т. Герельс |
| (19048) 9567 P-L                   | 9567 P-L             | 17 жовтня 1960   | Паломарська обсерваторія            | К. Й. ван Гаутен, І. ван Гаутен-Ґроневельд, Т. Герельс |
| (19049) 1105 T-1                   | 1105 T-1             | 25 березня 1971  | Паломарська обсерваторія            | К. Й. ван Гаутен, І. ван Гаутен-Ґроневельд, Т. Герельс |
| (19050) 1162 T-1                   | 1162 T-1             | 25 березня 1971  | Паломарська обсерваторія            | К. Й. ван Гаутен, І. ван Гаутен-Ґроневельд, Т. Герельс |
| (19051) 3210 T-1                   | 3210 T-1             | 26 березня 1971  | Паломарська обсерваторія            | К. Й. ван Гаутен, І. ван Гаутен-Ґроневельд, Т. Герельс |
| (19052) 1017 T-2                   | 1017 T-2             | 29 вересня 1973  | Паломарська обсерваторія            | К. Й. ван Гаутен, І. ван Гаутен-Ґроневельд, Т. Герельс |
| (19053) 1054 T-2                   | 1054 T-2             | 29 вересня 1973  | Паломарська обсерваторія            | К. Й. ван Гаутен, І. ван Гаутен-Ґроневельд, Т. Герельс |
| (19054) 1058 T-2                   | 1058 T-2             | 29 вересня 1973  | Паломарська обсерваторія            | К. Й. ван Гаутен, І. ван Гаутен-Ґроневельд, Т. Герельс |
| (19055) 1066 T-2                   | 1066 T-2             | 29 вересня 1973  | Паломарська обсерваторія            | К. Й. ван Гаутен, І. ван Гаутен-Ґроневельд, Т. Герельс |
| (19056) 1162 T-2                   | 1162 T-2             | 29 вересня 1973  | Паломарська обсерваторія            | К. Й. ван Гаутен, І. ван Гаутен-Ґроневельд, Т. Герельс |
| (19057) 1166 T-2                   | 1166 T-2             | 29 вересня 1973  | Паломарська обсерваторія            | К. Й. ван Гаутен, І. ван Гаутен-Ґроневельд, Т. Герельс |
| (19058) 1331 T-2                   | 1331 T-2             | 29 вересня 1973  | Паломарська обсерваторія            | К. Й. ван Гаутен, І. ван Гаутен-Ґроневельд, Т. Герельс |
| (19059) 1352 T-2                   | 1352 T-2             | 29 вересня 1973  | Паломарська обсерваторія            | К. Й. ван Гаутен, І. ван Гаутен-Ґроневельд, Т. Герельс |
| (19060) 2176 T-2                   | 2176 T-2             | 29 вересня 1973  | Паломарська обсерваторія            | К. Й. ван Гаутен, І. ван Гаутен-Ґроневельд, Т. Герельс |
| (19061) 2261 T-2                   | 2261 T-2             | 29 вересня 1973  | Паломарська обсерваторія            | К. Й. ван Гаутен, І. ван Гаутен-Ґроневельд, Т. Герельс |
| (19062) 2289 T-2                   | 2289 T-2             | 29 вересня 1973  | Паломарська обсерваторія            | К. Й. ван Гаутен, І. ван Гаутен-Ґроневельд, Т. Герельс |
| (19063) 3147 T-2                   | 3147 T-2             | 30 вересня 1973  | Паломарська обсерваторія            | К. Й. ван Гаутен, І. ван Гаутен-Ґроневельд, Т. Герельс |
| (19064) 3176 T-2                   | 3176 T-2             | 30 вересня 1973  | Паломарська обсерваторія            | К. Й. ван Гаутен, І. ван Гаутен-Ґроневельд, Т. Герельс |
| (19065) 3351 T-2                   | 3351 T-2             | 25 вересня 1973  | Паломарська обсерваторія            | К. Й. ван Гаутен, І. ван Гаутен-Ґроневельд, Т. Герельс |
| (19066) 4068 T-2                   | 4068 T-2             | 29 вересня 1973  | Паломарська обсерваторія            | К. Й. ван Гаутен, І. ван Гаутен-Ґроневельд, Т. Герельс |
| (19067) 4087 T-2                   | 4087 T-2             | 29 вересня 1973  | Паломарська обсерваторія            | К. Й. ван Гаутен, І. ван Гаутен-Ґроневельд, Т. Герельс |
| (19068) 4232 T-2                   | 4232 T-2             | 29 вересня 1973  | Паломарська обсерваторія            | К. Й. ван Гаутен, І. ван Гаутен-Ґроневельд, Т. Герельс |
| (19069) 5149 T-2                   | 5149 T-2             | 25 вересня 1973  | Паломарська обсерваторія            | К. Й. ван Гаутен, І. ван Гаутен-Ґроневельд, Т. Герельс |
| (19070) 5491 T-2                   | 5491 T-2             | 30 вересня 1973  | Паломарська обсерваторія            | К. Й. ван Гаутен, І. ван Гаутен-Ґроневельд, Т. Герельс |
| (19071) 1047 T-3                   | 1047 T-3             | 17 жовтня 1977   | Паломарська обсерваторія            | К. Й. ван Гаутен, І. ван Гаутен-Ґроневельд, Т. Герельс |
| (19072) 1222 T-3                   | 1222 T-3             | 17 жовтня 1977   | Паломарська обсерваторія            | К. Й. ван Гаутен, І. ван Гаутен-Ґроневельд, Т. Герельс |
| (19073) 3157 T-3                   | 3157 T-3             | 16 жовтня 1977   | Паломарська обсерваторія            | К. Й. ван Гаутен, І. ван Гаутен-Ґроневельд, Т. Герельс |
| (19074) 4236 T-3                   | 4236 T-3             | 16 жовтня 1977   | Паломарська обсерваторія            | К. Й. ван Гаутен, І. ван Гаутен-Ґроневельд, Т. Герельс |
| (19075) 4288 T-3                   | 4288 T-3             | 16 жовтня 1977   | Паломарська обсерваторія            | К. Й. ван Гаутен, І. ван Гаутен-Ґроневельд, Т. Герельс |
| (19076) 5002 T-3                   | 5002 T-3             | 16 жовтня 1977   | Паломарська обсерваторія            | К. Й. ван Гаутен, І. ван Гаутен-Ґроневельд, Т. Герельс |
| (19077) 5123 T-3                   | 5123 T-3             | 16 жовтня 1977   | Паломарська обсерваторія            | К. Й. ван Гаутен, І. ван Гаутен-Ґроневельд, Т. Герельс |
| (19078) 5187 T-3                   | 5187 T-3             | 16 жовтня 1977   | Паломарська обсерваторія            | К. Й. ван Гаутен, І. ван Гаутен-Ґроневельд, Т. Герельс |
| 19079 Ернандес (Hernandez)         | 1967 KC              | 31 травня 1967   | Астрономічний комплекс Ель-Леонсіто | Обсерваторія Фелікса Аґілара                           |
| 19080 Мартінф'єрро (Martinfierro)  | 1970 JB              | 10 травня 1970   | Астрономічний комплекс Ель-Леонсіто | Обсерваторія Фелікса Аґілара                           |
| 19081 Мравінський (Mravinskij)     | 1973 SX2             | 22 вересня 1973  | КрАО                                | Черних Микола Степанович                               |
| 19082 Вікчернов (Vikchernov)       | 1976 QS              | 26 серпня 1976   | КрАО                                | Черних Микола Степанович                               |
| (19083) 1977 DA4                   | 1977 DA4             | 18 лютого 1977   | Обсерваторія Кісо                   | Хірокі Косаї, Кіїтіро Фурукава                         |
| (19084) 1978 RQ9                   | 1978 RQ9             | 2 вересня 1978   | Обсерваторія Ла-Сілья               | Клаес-Інґвар Лаґерквіст                                |
| (19085) 1978 UR4                   | 1978 UR4             | 27 жовтня 1978   | Паломарська обсерваторія            | Мішель Олмстід                                         |
| (19086) 1978 VB3                   | 1978 VB3             | 7 листопада 1978 | Паломарська обсерваторія            | Е. Гелін, Ш. Дж. Бас                                   |
| (19087) 1978 VT4                   | 1978 VT4             | 7 листопада 1978 | Паломарська обсерваторія            | Е. Гелін, Ш. Дж. Бас                                   |
| (19088) 1978 VW4                   | 1978 VW4             | 7 листопада 1978 | Паломарська обсерваторія            | Е. Гелін, Ш. Дж. Бас                                   |
| (19089) 1978 VZ6                   | 1978 VZ6             | 7 листопада 1978 | Паломарська обсерваторія            | Е. Гелін, Ш. Дж. Бас                                   |
| (19090) 1978 VM9                   | 1978 VM9             | 7 листопада 1978 | Паломарська обсерваторія            | Е. Гелін, Ш. Дж. Бас                                   |
| (19091) 1978 XX                    | 1978 XX              | 6 грудня 1978    | Паломарська обсерваторія            | Едвард Бовелл, Арчибальд Варнок                        |
| (19092) 1979 MF2                   | 1979 MF2             | 25 червня 1979   | Обсерваторія Сайдинг-Спрінг         | Е. Гелін, Ш. Дж. Бас                                   |
| (19093) 1979 MM3                   | 1979 MM3             | 25 червня 1979   | Обсерваторія Сайдинг-Спрінг         | Е. Гелін, Ш. Дж. Бас                                   |
| (19094) 1979 MR6                   | 1979 MR6             | 25 червня 1979   | Обсерваторія Сайдинг-Спрінг         | Е. Гелін, Ш. Дж. Бас                                   |
| (19095) 1979 MA8                   | 1979 MA8             | 25 червня 1979   | Обсерваторія Сайдинг-Спрінг         | Е. Гелін, Ш. Дж. Бас                                   |
| 19096 Леонфрідман (Leonfridman)    | 1979 TY1             | 14 жовтня 1979   | КрАО                                | Черних Микола Степанович                               |
| (19097) 1981 EY2                   | 1981 EY2             | 2 березня 1981   | Обсерваторія Сайдинг-Спрінг         | Ш. Дж. Бас                                             |
| (19098) 1981 EM3                   | 1981 EM3             | 2 березня 1981   | Обсерваторія Сайдинг-Спрінг         | Ш. Дж. Бас                                             |
| (19099) 1981 EC4                   | 1981 EC4             | 2 березня 1981   | Обсерваторія Сайдинг-Спрінг         | Ш. Дж. Бас                                             |
| (19100) 1981 EH5                   | 1981 EH5             | 2 березня 1981   | Обсерваторія Сайдинг-Спрінг         | Ш. Дж. Бас                                             |

| ← Астероїди 10001—20000 → |             |             |             |             |             |             |             |             |             |
| 10001—10100               | 11001—11100 | 12001—12100 | 13001—13100 | 14001—14100 | 15001—15100 | 16001—16100 | 17001—17100 | 18001—18100 | 19001—19100 |
| 10101—10200               | 11101—11200 | 12101—12200 | 13101—13200 | 14101—14200 | 15101—15200 | 16101—16200 | 17101—17200 | 18101—18200 | 19101—19200 |
| 10201—10300               | 11201—11300 | 12201—12300 | 13201—13300 | 14201—14300 | 15201—15300 | 16201—16300 | 17201—17300 | 18201—18300 | 19201—19300 |
| 10301—10400               | 11301—11400 | 12301—12400 | 13301—13400 | 14301—14400 | 15301—15400 | 16301—16400 | 17301—17400 | 18301—18400 | 19301—19400 |
| 10401—10500               | 11401—11500 | 12401—12500 | 13401—13500 | 14401—14500 | 15401—15500 | 16401—16500 | 17401—17500 | 18401—18500 | 19401—19500 |
| 10501—10600               | 11501—11600 | 12501—12600 | 13501—13600 | 14501—14600 | 15501—15600 | 16501—16600 | 17501—17600 | 18501—18600 | 19501—19600 |
| 10601—10700               | 11601—11700 | 12601—12700 | 13601—13700 | 14601—14700 | 15601—15700 | 16601—16700 | 17601—17700 | 18601—18700 | 19601—19700 |
| 10701—10800               | 11701—11800 | 12701—12800 | 13701—13800 | 14701—14800 | 15701—15800 | 16701—16800 | 17701—17800 | 18701—18800 | 19701—19800 |
| 10801—10900               | 11801—11900 | 12801—12900 | 13801—13900 | 14801—14900 | 15801—15900 | 16801—16900 | 17801—17900 | 18801—18900 | 19801—19900 |
| 10901—11000               | 11901—12000 | 12901—13000 | 13901—14000 | 14901—15000 | 15901—16000 | 16901—17000 | 17901—18000 | 18901—19000 | 19901—20000 |